# 부안중학교 (경기)
부안중학교(富安中學校)는 대한민국 경기도 안양시 동안구 관양동에 있는 공립 중학교이다.

## 학교 연혁
- 1994년 3월 1일 : 개교
- 1994년 3월 1일 : 초대 김종달 교장 취임
- 1994년 3월 4일 : 신입생 입학 (19학급 898명)
- 1997년 2월 15일 : 제1회 졸업식 (888명)
- 2022년 3월 1일 : 제10대 박점숙 교장 취임
- 2023년 12월 15일 : 제28회 졸업식(188명, 총 졸업생수 8,785명)
- 2024년 3월 4일 : 신입생 입학(6학급 184명)

## 참고 자료
- 부안중학교 - 한국교육학술정보원 학교알리미